# 1799 aux échecs
| Années des échecs : 1796 - 1797 - 1798 - 1799 - 1800 - 1801 - 1802    |
| Décennies des échecs : 1760 - 1770 - 1780 - 1790 - 1800 - 1810 - 1820 |

Cet article présente les faits marquants de l'année 1799 aux échecs.

## Naissances
- 25 novembre : Hyacinthe Agnel, auteur échiquéen[1].